# Maggio francese
(Noto slogan della protesta)

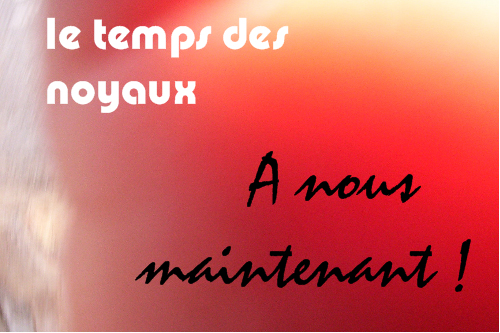
Uno degli slogan del Maggio francese

Maggio francese o Maggio '68 designa in maniera mondiale l'insieme dei movimenti di rivolta verificatisi a Parigi nel maggio-giugno 1968. Si trattò di una vasta rivolta spontanea, di natura sociale, politica, culturale e anche filosofica, indirizzata contro la società tradizionale, il capitalismo, l'imperialismo e, in prima battuta, contro il potere gollista allora dominante. Il moto di ribellione della gioventù studentesca di Parigi si estese al mondo operaio e praticamente a tutte le categorie della popolazione sull'intero territorio nazionale, restando il più importante movimento sociale della storia di Francia del XX secolo.
Nel corso degli eventi si mischiarono un movimento studentesco e un movimento operaio, entrambi di eccezionale ampiezza. Al di là delle rivendicazioni materiali o salariali, e della rimessa in questione del regime gollista dominante dal 1958, si trattò di una contestazione multiforme di tutti i tipi di autorità. Una parte del movimento degli studenti delle scuole superiori e delle università rivendicava particolarmente la «liberalizzazione dei costumi», mentre contestava la «vecchia università», la società dei consumi, il capitalismo e la maggior parte delle istituzioni e dei valori tradizionali.
Il maggio francese s'inseriva d'altra parte in un più vasto insieme di avvenimenti di cui furono protagonisti vasti movimenti operai di sinistra e studenteschi in un gran numero di Paesi.
In Francia queste manifestazioni acquistarono un carattere particolare perché alle vaste agitazioni studentesche si aggiunse, il 13 maggio 1968, il più importante sciopero generale della V Repubblica (è il nome che si attribuisce allo Stato francese dopo l'approvazione della settima costituzione repubblicana della Francia, che fu introdotta il 5 ottobre 1958 ed è ancora in vigore, seppur con qualche modifica. Essa nacque dalle ceneri della Quarta Repubblica francese, sostituendo un sistema parlamentare con un più forte e centralizzato sistema semipresidenziale.), che superò quello del giugno 1936. Il movimento paralizzò completamente il paese per diverse settimane, accompagnandosi ad una generale frenesia di discussioni, dibattiti, assemblee generali e riunioni informali, che si svolgevano ovunque - in strada, all'interno di organizzazioni, imprese, amministrazioni pubbliche, e poi nelle scuole superiori e nelle università, nei teatri, nei luoghi di aggregazione giovanili e nelle case della cultura.
Si trattò di un'esplosione sociale complessa, a volte anche violenta, ma ancor più spesso ludica e festosa: il maggio '68 apparve come un momento collettivo e massiccio di passione rivoluzionaria, di fede nella possibilità di una trasformazione radicale della vita e del mondo. Ne fu espressione la proliferazione di graffiti, cartelli e slogan fantasiosi: «Sous les pavés, la plage» (Sotto i sampietrini c'è la spiaggia), «Il est interdit d'interdire» (Vietato vietare), «Jouissez sans entraves» (Godetevela senza freni), «Cours camarade, le vieux monde est derrière toi» (Corri compagno, il vecchio mondo ti sta dietro), «La vie est ailleurs» (La vita è altrove), e così via.
Considerato a volte una "rivoluzione mancata", malgrado i riferimenti alle precedenti rivoluzioni francesi - barricate, bandiere rosse e nere - nel maggio '68 non vi fu in realtà alcuna volontà di conquista illegale del potere né di slittamento verso la guerra civile.

## Le fasi

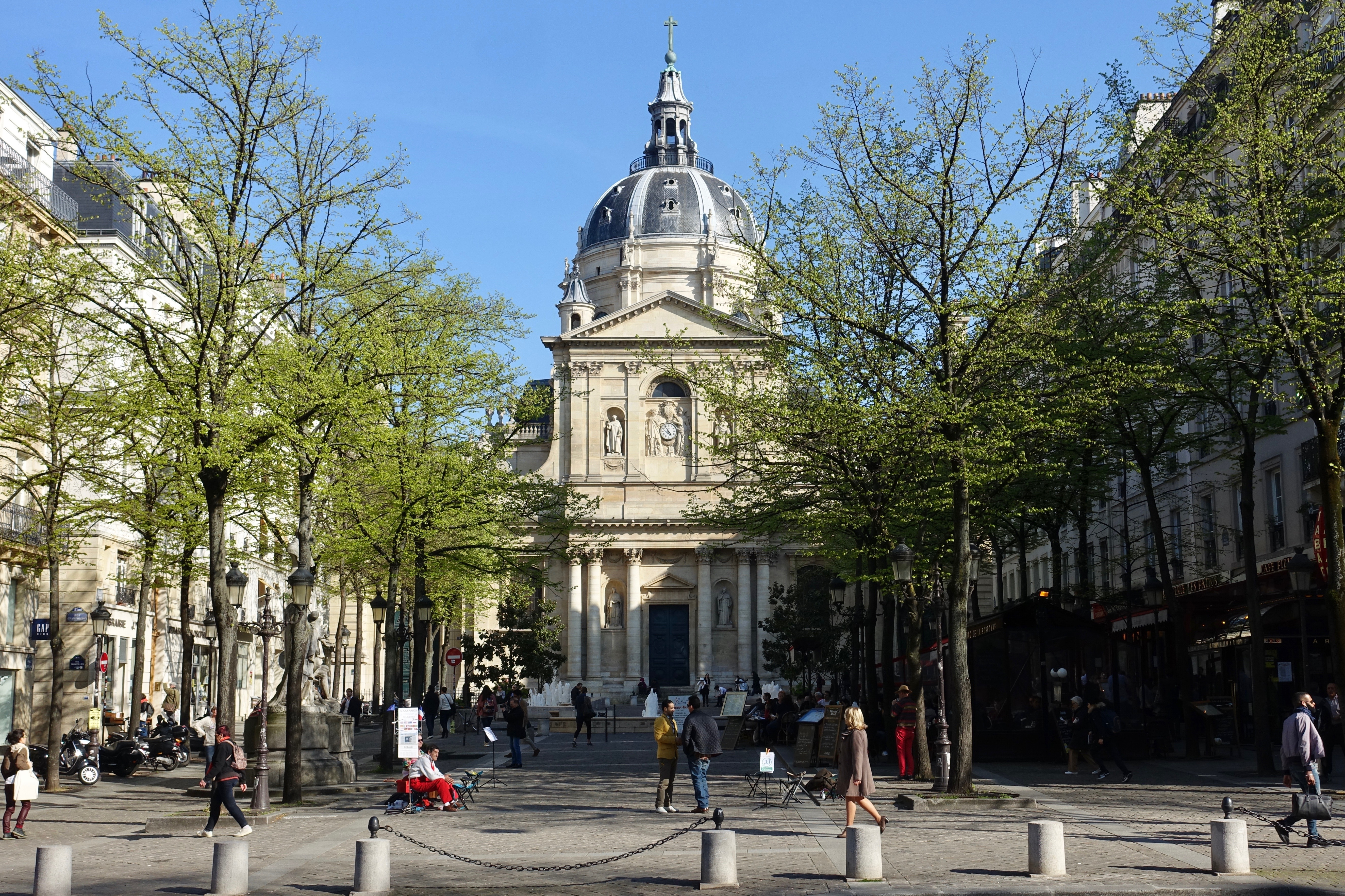
La facciata della Sorbona, epicentro della protesta a Parigi

Gli storici dividono classicamente lo svolgimento del maggio '68 in tre fasi, un "periodo studentesco" (3-13 maggio), un "periodo sociale" (13-26 maggio) e un "periodo politico" (27-30 maggio).
Dopo il rifiuto da parte della base, il 27 maggio, degli accordi di Grenelle conclusi con i sindacati dal suo premier Georges Pompidou, Charles de Gaulle scomparve per 24 ore il 29 maggio, per andare ad incontrare il generale Massu a Baden-Baden. Al ritorno, riprese l'iniziativa decretando il 30 lo scioglimento dell'Assemblea Nazionale. La stanchezza e il voltafaccia dell'opinione pubblica, che all'inizio era favorevole al movimento, determinarono un maremoto gollista alle elezioni anticipate del successivo 30 giugno. Gli scioperi cessarono progressivamente lungo il mese di giugno e i luoghi deputati della contestazione, come la Sorbonne e l'Odéon di Parigi, furono sgomberati dalla polizia.
La discussione sul Maggio '68 ha suscitato fin dal suo nascere molte controversie e interpretazioni divergenti, sia relativamente alle sue cause che agli effetti.
È tuttavia indiscutibile che esso abbia aperto la strada alle nuove forme di contestazione e mobilitazione degli anni settanta (autogestione, ecologia politica, movimenti femministi, decentramento, «ritorno alla terra» e risveglio delle culture periferiche, eccetera) e che, pur non avendo avuto sbocchi politici in senso stretto, gli eventi di quel periodo ebbero un notevole impatto sul piano sociale e soprattutto culturale, e restano alla base di molte conquiste e riforme sociali degli anni successivi, non solo in Francia.

## Origini

### Contesto economico
La crisi del Maggio '68 arrivò alla fine di un decennio di straordinaria prosperità. Sul piano economico si era all'apogeo dei «Trente glorieuses». Cominciavano tuttavia ad affiorare sintomi di deterioramento nella situazione economica francese: crescita dei disoccupati soprattutto nell'area giovanile, il settore minerario colpito da numerose agitazioni e sull'orlo della crisi che gli sarebbe stata fatale, numerosi scioperi effettuati tra il 1966 e il 67 sia nella regione parigina che in provincia, due milioni di lavoratori - soprattutto operai, donne, immigrati - bloccati al livello salariale minimo ed esclusi dalla prosperità, bidonvilles che a metà degli anni sessanta ospitano circa 100.000 persone, le più note delle quali erano alla periferia di Parigi, a Nanterre e a Noisy-le-Grand.
Anche le categorie privilegiate erano inquiete: l'accesso di massa all'insegnamento superiore aveva creato numerose difficoltà alle università, con problemi di locali, di mancanza di materiali, di trasporti, e il governo riparlava di selezione all'accesso, cosa che inquietava gli studenti.

### Contesto politico
Sul piano politico il movimento nacque in una fase di stanchezza della repubblica gollista, che durava ormai da 10 anni. Nel 1965, al momento delle prime elezioni presidenziali a suffragio universale diretto tenutesi dal 1948, il generale de Gaulle si era ritrovato - a sorpresa - in ballottaggio con François Mitterrand. Alle elezioni legislative del 1967 la maggioranza gollista all'Assemblea nazionale si era ridotta ad un solo seggio. I centristi come Valéry Giscard d'Estaing condivano di riserve critiche il loro sostegno al regime (il «si, ma» del 1967). I democratici cristiani di Jean Lecanuet rimanevano ostili. Tutta la destra non perdonava al generale il processo di Vichy e l'abbandono dell'Algeria francese. I gollisti di sinistra erano irritati dal mantenimento all'Hôtel Matignon di Georges Pompidou, ritenuto troppo conservatore. Quanto a quest'ultimo una sorda rivalità l'opponeva al suo presidente, nell'attesa silenziosa della successione. La stanchezza dell'opinione pubblica di fronte a questa situazione era ben descritta da uno slogan del 13 maggio 1968: «Dix ans, ça suffit!» (Dieci anni, può bastare!).
De Gaulle era arrivato al potere nel maggio 1958 sull'onda della sommossa del 13 maggio e della presa del potere da parte dei militari ad Algeri. Per questa ragione, agli occhi dei suoi avversari sulla legittimità del regime gollista rimase sempre la macchia del sospetto di un colpo di Stato originario. Nonostante i successi ottenuti (fine della guerra d'Algeria, decolonizzazione, riassorbimento della crisi economica, monetaria e finanziaria, sostenuto ritmo di crescita), e la progressiva entrata in funzione della nuova costituzione che consolidava il potere esecutivo (regime semipresidenziale rafforzato dall'elezione a suffragio universale diretto del presidente della repubblica, ricorso intensificato ai referendum) lo stile autoritario del regime suscitava critiche crescenti. D'altra parte la politica estera di grandeur del settantottenne de Gaulle e il suo nazionalismo d'altri tempi non erano molto in sintonia con le aspettative di ordine materiale, sociale e culturale della maggioranza dei francesi, e in generale con il clima ben sintetizzate nell'articolo «Quand la France s'ennuie», uscito il 15 marzo 1968 su Le Monde.
Il Partito Comunista Francese, di gran lunga la principale forza di sinistra, faticava a liberarsi della cultura e dello stile stalinisti, mentre i giovani militanti di estrema sinistra, disgustati dalle burocrazie sclerotizzate dell'URSS e dei Paesi del Patto di Varsavia, guardavano piuttosto al modello cubano o alla Cina popolare. D'altra parte le sinistre non comuniste non riuscivano a venir fuori dalle loro divisioni e ciò dava spazio al moltiplicarsi di gruppi di sinistra, soprattutto giovanili, ai margini delle grandi organizzazioni ufficiali (trotskiste, maoiste ecc.).

### Origini culturali

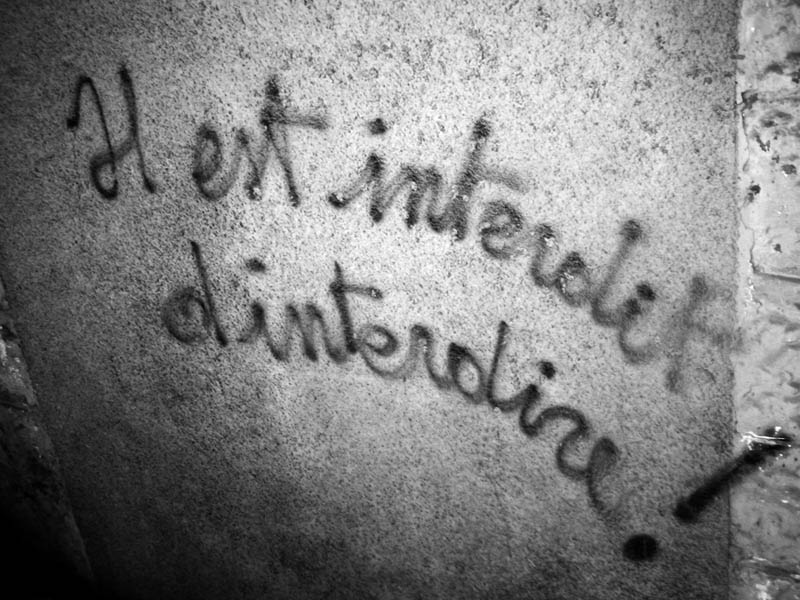
"Il est interdit d'interdire" (Vietato vietare!), uno degli slogan più celebri del Maggio francese

Il Maggio '68 si comprende solo nel contesto di un mondo in rapida mutazione. L'accelerazione dell'esodo rurale e dell'urbanizzazione, l'aumento considerevole dei livelli di vita, la massificazione dell'educazione nazionale e dell'università, il peso crescente, nella cultura di massa, dei mass media e di tratti edonistici( termine con il quale si indica qualsiasi genere di filosofia o scuola di pensiero che identifichi il bene morale col piacere, riconoscendo in esso il fine ultimo dell'essere umano.), costituiscono una somma di mutamenti accelerati e senza precedenti nel corso di una sola generazione.
Gli anni 1960 sono anche quelli dell'affermazione dei giovani come categoria socio-culturale e politica autonoma. In particolare, i giovani hanno ormai culture proprie, una stampa specializzata, trasmissioni radio molto seguite, propri idoli musicali. Hanno anche disagi e rivendicazioni propri, particolarmente in materia di libertà sessuale, che il potere e il mondo degli adulti tardano a comprendere.
- Sul piano religioso la Francia, ancora molto cattolica, ha seguito con passione il Concilio Vaticano II, che ha profondamente rinnovato ma anche lacerato il cattolicesimo tradizionale e soprattutto i movimenti di azione cattolica. In particolare gli scouts, che rappresentavano allora una parte non trascurabile della gioventù cristiana, avevano modificato i rapporti gerarchici nelle loro strutture a partire dal 1964, mettendo in discussione il tradizionale modello organizzativo di tipo militare e introducendo nei gruppo forme di collegialità decisionale[7]. Nello stesso anno la gerarchia doveva riprendere il controllo della Jeunesse étudiante chrétienne[8], mentre Paolo VI ridava fiato al movimento dei preti operai, condannato nel 1959. Più in generale, erano molti i cristiani preoccupati di rinnovare le relazioni tra fedeli e autorità religiose, di rivisitare pratiche e dogmi, e insomma di conciliare fede e rivoluzione.
- Sul piano sociologico, durante gli anni sessanta le dinamiche di gruppo dilagavano nella formazione dei responsabili di tutte le organizzazioni e delle imprese: il dibattito era di moda. Tuttavia le divisioni sociali erano ancora estremamente rigide: Il 92% degli studenti proveniva ancora dalla borghesia. Il paternalismo autoritario era onnipresente. Si cominciava ad aprire scuole superiori miste[9], ma molti istituti scolastici erano ancora destinati a ragazzi e ragazze separatamente. Alle ragazze era vietato portare i pantaloni, e nelle università era vietato ai maschi accedere ai collegi femminili, anche se le ragazze, invece, potevano entrare in quelli maschili.
- Sul piano filosofico, sono molti gli autori e i testi che hanno avuto un'importante influenza su almeno una parte del movimento: Wilhelm Reich, freudiano e marxista, il cui manifesto, La rivoluzione sessuale, era uscito nel 1936; Jean-Paul Sartre con L'esistenzialismo è un umanismo (1945); Herbert Marcuse, con il suo L'uomo a una dimensione, pubblicato in Francia nel 1964 e in nuova edizione nel 1968; Raoul Vaneigem, con il suo Traité de savoir-vivre à l'usage des jeunes générations del 1967; Guy Debord e la sua Società dello spettacolo, ancora del 1967; e più tardi, nel 1972, L'Anti-Edipo di Gilles Deleuze e Félix Guattari.

Altri autori come Pierre Bourdieu e Jean-Claude Passeron criticavano la "riproduzione sociale" che permette alle élite di conservare il proprio dominio di generazione in generazione. All'École Normale Supérieure, il filosofo marxista Louis Althusser formava una generazione di pensatori marxisti-leninisti che formarono l'embrione delle prime organizzazioni maoiste.
Tuttavia pochi dei pensatori eminenti dell'epoca parteciparono in prima persona al movimento, la cui esplosione sorprese proprio loro, prima degli altri. In generale ne rimasero inizialmente perplessi, si mantennero riservati e non di rado ostili.
Una parte della gioventù più radicalizzata era affascinata dai movimenti rivoluzionari del terzo mondo: Che Guevara, Fidel Castro, Ho Chi Minh furono i nuovi modelli eroici, mentre l'irruzione sulla scena cinese delle giovani Guardie Rosse alimentava l'illusione che i giovani in quanto tali potessero avere potere politico nella società e mettere in questione l'autorità degli adulti e del potere. Si seguivano anche con attenzione, negli Stati Uniti, da una parte le lotte del movimento dei neri e dall'altra i sit-in e la ricerca del movimento hippy e degli studenti di Berkeley. Il carattere internazionale di questi movimenti colloca gli avvenimenti francesi all'interno di una dinamica mondiale.

### Origini immediate
Il Movimento del 22 marzo, raccogliendo la bandiera della contestazione condotta da piccoli gruppi, come gli anarchici e "Gli arrabbiati" di René Riesel, appare quel giorno sulla scena occupando un piano dell'edificio amministrativo della facoltà di Nanterre. La sua principale rivendicazione è la protesta contro gli arresti operati durante delle manifestazioni contro la guerra del Vietnam.
Il movimento era portatore di un ideale politico molto liberale nel senso delle libertà individuali e molto critico verso la società dei consumi, l'autoritarismo, l'imperialismo, ma giocava anche su temi che toccavano la vita quotidiana, come il diritto d'accesso dei ragazzi alle residenze universitarie femminili.
Di figure carismatiche non si può parlare in senso stretto: il movimento restò "multiforme" e privo di un'organizzazione centralizzata. Alcuni dei suoi personaggi ne divennero tuttavia, a posteriori, emblematici, anche se i loro discorsi, presi singolarmente, non potrebbero riassumere la diversità di opinioni esistenti tra le masse, e benché alcuni dei protagonisti, nei loro interventi successivi, abbiano - né più né meno - riscritto gli avvenimenti. Tra questi, Serge July e Daniel Cohn-Bendit, ma anche i «nouveaux philosophes», come ad esempio Bernard-Henri Lévy.
Le cause di questo movimento furono diverse. Le analisi storiche oscillano tra l'idea che alla base ci fosse l'esigenza di infrangere la grande rigidità che imprigionava le relazioni umane e i costumi, e la constatazione dell'inizio di un peggioramento delle condizioni materiali a conclusione della ricostruzione del dopoguerra, che gli studenti potevano constatare anche personalmente nel vedere la bidonville di Nanterre accanto alla loro nuova università. Lo scontento nascente nell'ambiente studentesco finì per saldarsi con quello che da diversi anni veniva profilandosi nel mondo operaio.

## Quadro generale degli eventi

### Forze in campo
La deflagrazione spontanea della crisi prese completamente alla sprovvista il potere politico, così come tutte le organizzazioni, i partiti, i sindacati. Potere politico e movimento erano altrettanto disuniti.
Il PCF e il suo braccio sindacale, la CGT, rifiutarono in prima battuta di fare causa comune con gli studenti, che erano visti come "borghesi" e tanto più con i loro dirigenti di ispirazione libertaria (come Daniel Cohn-Bendit) o provenienti dai diversi gruppuscoli di sinistra (i «gauchistes»). Questi ultimi (marxisti-leninisti, filocinesi, trotskisti) erano essi stessi divisi e in competizione fra loro, e incerti sull'atteggiamento da assumere verso il movimento.
Ai vertici dello Stato, d'altra parte, la crisi aggravava le divergenze tra il generale de Gaulle - poco tenero verso ciò che egli definì, il 19 maggio, un "casino", e sostenitore di una immediata repressione - e il suo primo ministro Georges Pompidou, che preferì giocare la carta della moderazione per lasciare al movimento il tempo di afflosciarsi su sé stesso. Per parte loro le forze centriste e la sinistra istituzionale (Pierre Mendès France, François Mitterrand) tentavano con difficoltà di incanalare il movimento - per sé largamente indifferente alla questione del potere - verso la costruzione di un'alternativa politica al regime gollista.

### Quadro d'insieme dello svolgimento dei fatti
Il 3 maggio, il cortile della Sorbonne viene occupato da 400 manifestanti che si riuniscono senza alcuna violenza. Di fronte al rischio di un attacco degli studenti di estrema destra (Occident ha annunciato una marcia sull'edificio con lo scopo dichiarato di un confronto violento) viene sgomberata con un aggressivo intervento della polizia, che arresta qualche centinaio di studenti tra i quali Jacques Sauvageot, dirigente del principale sindacato studentesco. L'intervento delle forze dell'ordine alla Sorbonne, effettuato senza preavviso né confronto con gli occupanti, fu vissuto assai male dagli studenti, che si credevano garantiti dagli statuti universitari. La reazione fu immediata e violenta - lanci di sampietrini e poi barricate. Le manifestazioni riprendono dopo l'annuncio delle condanne al carcere degli arrestati, e cominciano a fiorire gli slogan libertari.
Il presidente del sindacato degli insegnanti delle scuole superiori, Alain Geismar decise di sostenere i manifestanti. I membri del partito comunista e di alcune organizzazioni di estrema sinistra furono inizialmente presi alla sprovvista: la rivoluzione - ritenevano - doveva partire dagli operai, e non dagli studenti; inoltre consideravano le rivendicazioni del Movimento 22 marzo puerili, piccolo-borghesi, e soprattutto «gauchistes», mentre la CGT, per bocca di Georges Séguy, tacciava direttamente i loro leader di avventurismo. Dopo l'incertezza iniziale, tuttavia, anche le organizzazioni storiche cercarono di guadagnare gli operai a questa rivolta, e anche la base sindacale scavalcò i propri dirigenti.
Nella notte fra il 10 e l'11 maggio gli studenti occupano il quartiere latino erigendo barricate, prontamente prese d'assalto dalla polizia con qualche centinaio di feriti. All'alba dell'11 sindacati e partiti convocano, per due giorni dopo (13 maggio), una manifestazione di solidarietà. Dopo i primi giorni anche molta parte della popolazione, di fronte alla repressione violenta, tende a schierarsi con gli studenti.
Il 13 maggio una immensa manifestazione attraversa Parigi: la polizia parla di meno di duecentomila persone, la CFDT di un milione.
Il generale de Gaulle, in viaggio ufficiale in Romania dal 14 al 19 maggio, non dà gran peso, all'inizio, a queste manifestazioni e lascia che se ne occupi il primo ministro Pompidou. Anche lui era in viaggio ufficiale, in Afghanistan, ma lo ha interrotto il 12 per affrontare la situazione. Per calmare gli animi, il premier impone che le forze di polizia lascino la Sorbonne - scelta tattica nella speranza che gli eccessi degli studenti squalifichino il loro movimento agli occhi dell'opinione pubblica. De Gaulle è scettico su questa linea di moderazione, ma resta defilato, riservandosi di intervenire al bisogno.
Senza alcuna parola d'ordine, con sorpresa dei responsabili politici di tutte le parti in gioco, lo sciopero generale indetto per il 13 non si conclude, e si moltiplicano gli scioperi e le occupazioni spontanee di fabbriche. È il primo sciopero generale selvaggio della storia, e la prima volta che uno sciopero generale paralizza un paese avanzato: il 22 maggio sono 10 milioni, i salariati che non lavorano (perché in sciopero o perché impossibilitati a lavorare per effetto degli scioperi). Le rivendicazioni dei lavoratori sono certamente di tipo tradizionale (per aumenti salariali e migliori condizioni di lavoro), ma anche di nuovo genere: si avanzano infatti anche rivendicazioni di tipo "qualitativo" - maggiore autonomia e responsabilità dei lavoratori, forme di cogestione d'impresa, e così via.
Il dibattito diviene, per qualche settimana, l'elemento centrale della vita dei francesi, e tutti discutono, dappertutto: in strada, tra sconosciuti, tra generazioni. Uno dei simboli di questo clima è l'Odéon di Parigi, che viene occupato il 15 maggio. Sul frontone viene appeso uno striscione che recita "Étudiants-Ouvriers, l'Odéon est ouvert" e per circa un mese vi si assiste a discussioni prese molto sul serio, giorno e notte, tra tutti e tutti: delegati della Renault e casalinghe del quartiere, studenti, un gruppo di giovani di destra di Neuilly-sur-Seine arrivati come turisti, un gruppo di liceali della banlieue operaia, altri turisti sparsi, professori, qualche artista celebre, un consigliere municipale allo stremo, un paio di quadri aziendali in preda al sentimento della catastrofe - tutti discutono interminabilmente - molti artisti si schierano con il movimento e la febbre teatrale si estende a tutto il paese.

## Il Maggio francese nell'arte e nella cultura
- Le vicende del maggio francese diedero lo spunto a Fabrizio De André per la scrittura e la realizzazione del concept album Storia di un impiegato, ed ai Rolling Stones per la composizione del brano Street Fighting Man del 1968.
- Il maggio parigino fa inoltre da sfondo a diverse opere cinematografiche, alcune di tono nostalgico e celebrativo, comeThe Dreamers di Bernardo Bertolucci e Les Amants réguliers di Philippe Garrel, altre più critiche ed ironiche, come Milou a maggio di Louis Malle e Il mio Godard di Michel Hazanavicius.